# Rowles-Gletscher
Der Rowles-Gletscher ist ein 30 km langer Gletscher im Norden des ostantarktischen Viktorialands. In den Admiralitätsbergen fließt er entlang der Ostflanke der Dunedin Range in nordwestlicher Richtung zum Dennistoun-Gletscher.
Der United States Geological Survey kartierte ihn auf der Grundlage eigener Vermessungen und Luftaufnahmen der United States Navy aus den Jahren von 1960 bis 1963. Das Advisory Committee on Antarctic Names benannte ihn 1970 nach Desmond S. Rowles vom neuseeländischen Ministerium für wissenschaftliche und industrielle Forschung, der 1964 zur Besatzung auf der Hallett-Station gehört hatte.